# Paesi Bassi ai Giochi della XXIII Olimpiade
I Paesi Bassi parteciparono ai Giochi della XXIII Olimpiade, svoltisi a Los Angeles, Stati Uniti, dal 28 luglio al 12 agosto 1984, con una delegazione di 136 atleti impegnati in quindici discipline.

## Medaglie
| Medaglia | Nome               | Sport | Evento               |
| -------- | ------------------ | ----- | -------------------- |
| Oro      | Petra van Staveren | Nuoto | 100 m rana femminili |

## Risultati

### Pallanuoto
| Atleta | Classifica |                        |
| --- | --- | ---------------------- |
| V · D · M Nazionale maschile olandese di pallanuoto · Giochi olimpici - Los Angeles 1984 de Bie • Landeweerd • Noordegraaf • van Es • Buunk • Nieuwenhuizen • van Belkum • van Mil • Aantjes • Heiden • Pielstroom • van Noort • Misdorp · CT : - | 6° |                        |
| Nazionale maschile olandese di pallanuoto · Giochi olimpici - Los Angeles 1984 | |                        |
| de Bie • Landeweerd • Noordegraaf • van Es • Buunk • Nieuwenhuizen • van Belkum • van Mil • Aantjes • Heiden • Pielstroom • van Noort • Misdorp · CT: -                                                                                           | de Bie • Landeweerd • Noordegraaf • van Es • Buunk • Nieuwenhuizen • van Belkum • van Mil • Aantjes • Heiden • Pielstroom • van Noort • Misdorp · CT: - | Paesi Bassi (bandiera) |